# NHL 1962/63
Die NHL-Saison 1962/63 war die 46. Spielzeit in der National Hockey League. Sechs Teams spielten jeweils 70 Spiele. Den Stanley Cup gewannen die Toronto Maple Leafs nach einem 4:1-Erfolg in der Finalserie gegen die Detroit Red Wings. In dieser Saison endete Glenn Halls Serie von 551 aufeinander folgenden Spielen. Der Goalie musste auf Grund eines eingeklemmten Nervs im Nacken das Eis verlassen und das darauf folgende Spiel auslassen. Sid Abel übernahm als General Manager die Detroit Red Wings, nachdem Jack Adams 35 Jahre diese Position innehatte.

## Reguläre Saison

### Abschlusstabelle
Abkürzungen: W = Siege, L = Niederlagen, T = Unentschieden, GF= Erzielte Tore, GA = Gegentore, Pts = Punkte
|                     | W  | L  | T  | GF  | GA  | Pts |
| ------------------- | -- | -- | -- | --- | --- | --- |
| Toronto Maple Leafs | 35 | 23 | 12 | 221 | 180 | 82  |
| Chicago Blackhawks  | 32 | 21 | 17 | 194 | 178 | 81  |
| Montréal Canadiens  | 28 | 19 | 23 | 225 | 183 | 79  |
| Detroit Red Wings   | 32 | 25 | 13 | 200 | 194 | 77  |
| New York Rangers    | 22 | 36 | 12 | 211 | 233 | 56  |
| Boston Bruins       | 14 | 39 | 17 | 198 | 281 | 45  |

### Beste Scorer
Abkürzungen: GP = Spiele, G = Tore, A = Assists, Pts = Punkte
| Spieler         | Team       | GP | G  | A  | Pts |
| --------------- | ---------- | -- | -- | -- | --- |
| Gordie Howe     | Detroit    | 70 | 38 | 48 | 86  |
| Andy Bathgate   | NY Rangers | 70 | 35 | 46 | 81  |
| Stan Mikita     | Chicago    | 65 | 31 | 45 | 76  |
| Frank Mahovlich | Toronto    | 67 | 36 | 37 | 73  |
| Henri Richard   | Montreal   | 67 | 23 | 50 | 73  |
| Jean Béliveau   | Montreal   | 69 | 18 | 49 | 67  |
| Johnny Bucyk    | Boston     | 69 | 27 | 39 | 66  |
| Alex Delvecchio | Detroit    | 70 | 20 | 44 | 64  |
| Bobby Hull      | Chicago    | 65 | 31 | 31 | 62  |
| Murray Oliver   | Boston     | 65 | 22 | 40 | 62  |

## Stanley-Cup-Playoffs
|  | Halbfinale | Halbfinale            | Halbfinale |  |  | Stanley-Cup-Finale | Stanley-Cup-Finale  | Stanley-Cup-Finale |
|  |            |                       |            |  |  |                    |                     |                    |
|  |            |                       |            |  |  |                    |                     |                    |
|  | 1          | Toronto Maple Leafs   | 4          |  |  |                    |                     |                    |
|  | 3          | Canadiens de Montréal | 1          |  |  |                    |                     |                    |
|  |            |                       |            |  |  | 1                  | Toronto Maple Leafs | 4                  |
|  |            |                       |            |  |  | 4                  | Detroit Red Wings   | 1                  |
|  | 2          | Chicago Black Hawks   | 2          |  |  |                    |                     |                    |
|  | 4          | Detroit Red Wings     | 4          |  |  |                    |                     |                    |
|  |            |                       |            |  |  |                    |                     |                    |

## NHL-Auszeichnungen
| Art Ross Trophy:              | Bobby Hull, Chicago Blackhawks    |
| Calder Memorial Trophy:       | Kent Douglas, Toronto Maple Leafs |
| Hart Memorial Trophy:         | Gordie Howe, Detroit Red Wings    |
| Lady Byng Memorial Trophy:    | Dave Keon, Toronto Maple Leafs    |
| Vezina Trophy:                | Glenn Hall, Chicago Blackhawks    |
| James Norris Memorial Trophy: | Doug Harvey, New York Rangers     |